# 歐洲黑木耳
歐洲黑木耳（學名：Auricularia auricula-judae），歷史上的稱謂有「猶大的耳朵」或者「猶太人的耳朵」（Jew's ear），為木耳科的一種真菌。其子實體呈現如耳朵般的褐色和膠質特徵，多生長於木頭之上，尤其是接骨木。此物種的學名與猶大上吊於接骨木的傳說有所關聯。

## 分類學
此種真菌最初由林奈於1753年發表在《植物種誌》中，被歸類為銀耳屬，成為Tremella auricula。1789年，比利亞爾重新描述此物種，命名為Tremella auricula-judae。在學名中，「auricula」為拉丁語「耳朵」的意思，「judae」則意指「猶大的」。

## 俗名
由於與猶大上吊於接骨木的傳說相連，此種真菌在中世紀時以「auricula Judae」，意即「猶大的耳朵」，作為其拉丁名稱。此名稱在歐洲多國語言中均有相對應的俗稱，例如法語中的「oreille de Judas」和德語中的「Judasohr」。在英語中，此物種的俗名最初為「Judas's ear」，隨後簡化為「Judas ear」，再後來則稱為「Jew's ear」（猶太人的耳朵）。

## 描述
歐洲黑木耳的子實體寬度通常可達90毫米，厚度約3毫米。.形狀類似軟質的耳朵，亦可呈現杯狀。新鮮時，其質地為堅韌的膠質，乾燥後會變得堅硬且易碎。.上表面為紅棕色並帶有紫色，覆蓋著細繩般的絨毛，表面可為光滑或有皺褶。下表面為灰棕色，表面同樣可為光滑或有皺褶，會出現類似靜脈的紋路，使其更像耳朵。

### 顯微特徵
歐洲黑木耳孢子形狀類似香腸，大小為15-22 x 5-7微米；擔子為圓柱狀，大小為65-85 x 4-5.5微米，具有三個橫向隔膜。上表面的毛長度約為100-150微米，直徑5-7.5微米，透明、厚壁，尖端形狀從尖銳至圓形不等。

### 相似物種
在歐洲地區，與歐洲黑木耳類似的物種為Auricularia cerrina，此種最近於捷克的橡樹上發現，但可能在南歐地區分布更廣。可通過其深灰色至近乎黑色的子實體來區別。而亞洲地區的黑木耳與歐洲黑木耳極為相似，常被誤認為是歐洲黑木耳。而美洲的有籽木耳同樣相似，但其擔子和孢子相對較短。

## 棲息地、生態與分布

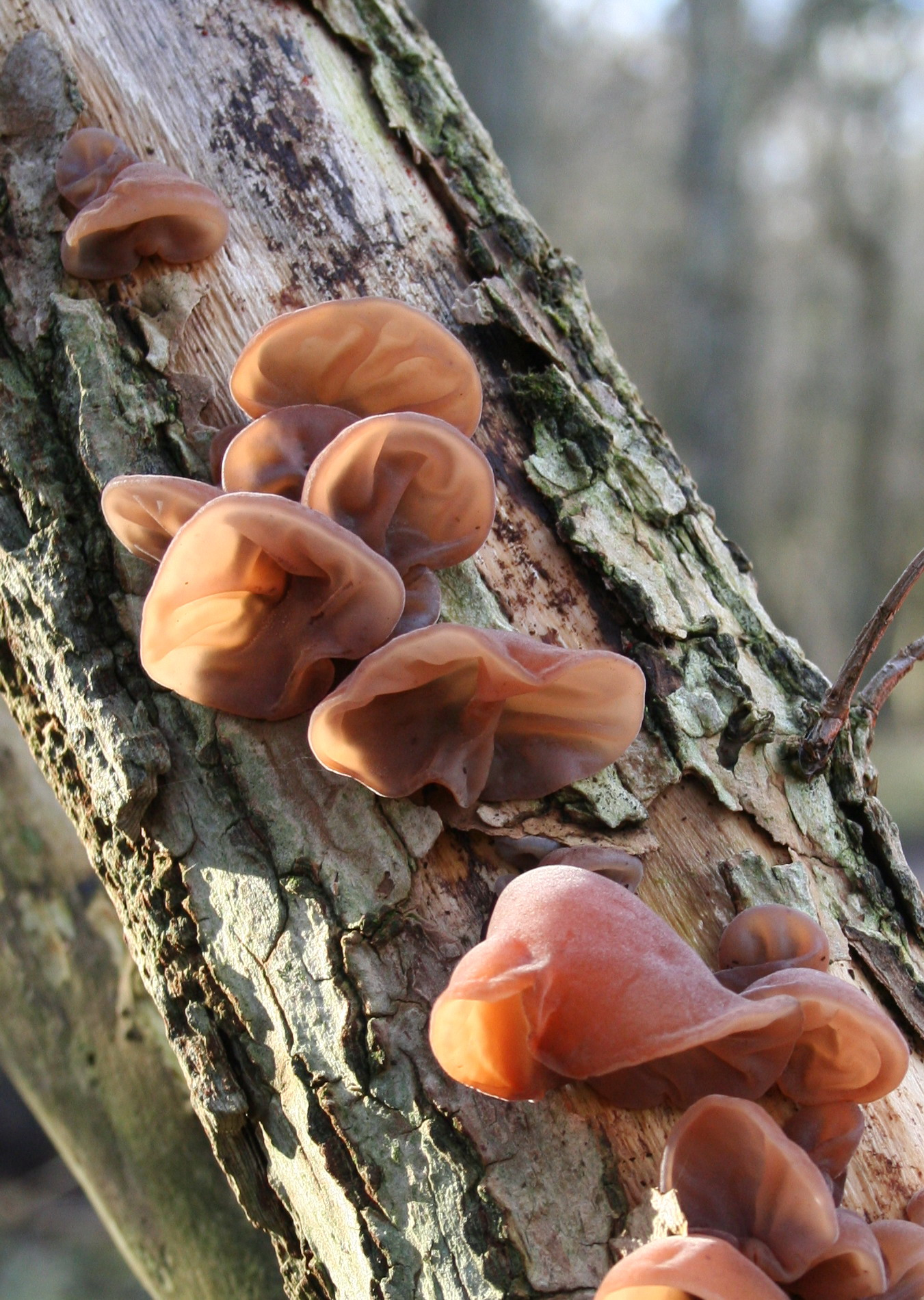
Auricularia auricula-judae 的子實體常常在老木頭上大量出現。

歐洲黑木耳主要生長在闊葉樹與灌木的木材上，尤其是接骨木，亦常見於楓樹、山毛櫸、白蠟樹和歐洲衛矛等。 其在針葉樹上生長的情況較少見。此種真菌通常單獨生長，但也有成群或成簇的現象。子實體全年皆可發現，但秋季為其生長高峰期。 該物種廣泛分布於歐洲，但在其他地區則較為罕見。被形容為像「吃帶骨頭的印度橡膠」，而在19世紀的英國，人們說「這裡從未被認為是可食用的真菌」。該真菌可以乾燥保存，並在再次浸泡後重新水化，有時甚至可膨脹至三到四倍的體積。然而，生的歐洲黑木耳不可食用，必須充分煮熟後才可食。

### 藥用用途

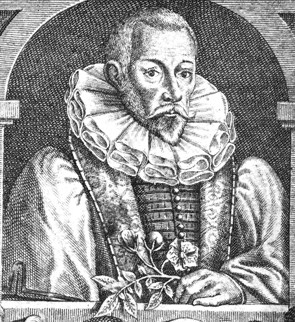
16世紀的草藥學家約翰·傑勒德推薦使用歐洲黑木耳來治療喉嚨痛。

歐洲黑木耳在過去被許多草藥學家作為藥用真菌使用。此外，它還被用作眼部炎症的敷料，並有助於緩解喉嚨相關的問題。16世紀的草藥學家約翰·傑勒德曾推薦此物種作為治療喉嚨痛的藥材。